# ليندا ناجاتا
ليندا ناجاتا (بالإنجليزية: Linda Nagata)‏‏ (7 نوفمبر 1960 في سان دييغو - ) روائية، وكاتِبة، وكاتبة خيال علمي من الولايات المتحدة.

## الجوائز
- Locus Award for Best First Novel [الإنجليزية]‏
- جائزة نابيولا لأفضل رواية  [لغات أخرى]‏
- جائزة لوكس لأفضل قصة قصيرة  [لغات أخرى]‏